# 1263
1263 (MCCLXIII) var ett normalår som började en måndag i den julianska kalendern.

## Händelser

### December
- December – Sedan den norske kungen Håkon Håkonsson har avlidit den 15, 16 eller 17 i samma månad efterträds han som kung av Norge av sin son Magnus, som har varit hans medregent sedan 1257.

## Födda
- Taqi al-Din Ibn Taymiyya, islamisk teolog
- Yolande av Dreux, drottning av Skottland 1285–1286 (gift med Alexander III) (född omkring detta år)

## Avlidna
- 14 november – Alexander Nevskij, rysk nationalhjälte och helgon
- 15, 16 eller 17 december – Håkon Håkonsson, kung av Norge sedan 1217
- Magnus Bengtsson (Bjälboätten)